# Абу Таввама
Шараф ад-Дин Абу Тавама (араб. شرف ٱلدِّيْن أبُو تَوْأَمَة‎, бенг. আবু তাওয়ামা, ум. 1300) — исламский учёный, писатель и мухаддис, проживавший на Индийском субконтиненте. Он сыграл большую роль в распространении ислама в восточной Бенгалии, основав одно из первых медресе в стране. По словам А.Ф.М. Абдура Рахмана, помимо владения персидским и арабским языками, он хорошо владел местным старобенгальским языком того времени.

## Жизнь
Абу Таввама родился в семье мусульман-суннитов из Бухары на территории современного Узбекистана, в городе, расположенном на Шёлковом пути и известном как научный центр. Его братом был Хафиз Зейн ад-Дин, с которым он позже мигрировал через Великий Хорасан, чтобы изучать исламское богословие и естественные науки. Говорят, что он женился в возрасте 45 лет и у него родилась дочь в Бухаре, которую местные жители называют Махдум-и-Джахан. Завершив своё образование на хорошем уровне, он решил переехать в Дели примерно в 1260 году, где преподавал в течение 10 лет с разрешения султана Гийас-ад-дина Балбана.
Примерно в 1270 году султан попросил Абу Тавваму и его семью переехать в город Сонаргаон в Бенгалии, где ислам не был должным образом укоренён среди населения. Другие предполагают, что причина переезда заключалась в том, что султан Дели опасался, что влияние учёного становится угрозой его владениям, и поэтому сослал Абу Тавваму в Сонаргаон.
Затем Абу Таввама, Зайнуддин и их семья отправились в Бенгалию, проехав через Манер-Шариф в Бихаре, где они пробыли 4 года, служа вместе с Яхьей Манери. Сын Манери, Ахмед Манери, стал учеником Абу Таввамы и присоединился к нему в путешествии в Сонаргаон. Наконец, достигнув Сонаргаона, Абу Таввама основал в городе семинарию и медресе; произошло превращение Сонаргаона в заметный центр исламского образования на субконтиненте. Ахмед Манери проучился здесь 22 года в качестве его ученика, а Абу Таввама позже выдал за него свою дочь. У них родился сын Заки Манери.
Абу Таввама написал книгу о духовности под названием «Макамат». Персидская книга по исламской юриспруденции под названием Нам-и-Хак приписывается либо Абу Тавваме, либо одному из его учеников.

## Смерть и память
Таввама умер в 1300 году и был похоронен в небольшой гробнице, расположенной в Мограпаре, Сонаргаон. Медресе больше не существует, хотя его руины можно найти в районе Даргабари.